# Bože, carja hrani!
»Bože, carja hrani« (v cirilici Бо́же, Царя́ храни́!, dobesedno Bog, ohrani carja!) je bila uradna himna Ruskega imperija. Besedilo je napisal Vasilij Žukovski, glasbo pa Aleksej Lvov.
Pesem je nastala za tekmovanje leta 1833, prvič pa je bila izvedena 6. decembra istega leta. Kot državna himna se je uporabljala do februarske revolucije leta 1917, ko jo je izpodrinila »Delavska marseljeza«.

## Besedilo
| Besedilo v ruščini (cirilica) | Besedilo v ruščini (latinica) | Dobesedni slovenski prevod | Spevni slovenski prevod |
| --- | --- | --- | --- |
| Боже, Царя храни! Сильный, державный, Царствуй на славу, на славу намъ! Царствуй на страхъ врагамъ, Царь православный! Боже, Царя храни! | Bože, Carja hrani! Sil’nyj, deržavnyj, Carstvuj na slavu, na slavu nam’’! Carstvuj na strah’’ vragam’’, Car’ pravoslavnyj! Bože, Carja hrani! | Bog, ohrani carja! Silni, državni, vladaj za slavo, nam za slavo! Vladaj v strah sovražnikom, car pravoslavni! Bog, carja ohrani! | Bog, carja varuj nam! Silno nam vladaj, vladaj za slavo, za slavo nam! Vladaj sovragom v strah, car naš pravoslavni! Bog, carja varuj nam! |

## Uporaba v Bolgariji
Skladba se je med začasno rusko vlado uporabljala tudi kot uradna himna kneževine Bolgarije. Po bolgarski razglasitvi neodvisnosti leta 1908 se je njena uporaba opustila.